# Eggert Dürkop
Eggert Dürkop, auch Ekkehard Dürkop, Egerdus Durcop, Eggert Durkop, Eggert Durecopp und Eggert Durkoep (* vor 1459; † 6. November 1499 in Rom) war ein deutscher römisch-katholischer Geistlicher und von 1489 bis zu seinem Tod Bischof von Schleswig.

## Leben
Über Eggert Dürkops Herkunft ist kaum etwas bekannt. Wahrscheinlich stammte er aus Hildesheim oder Minden. Am 29. März 1470 wurde Egherdus Dirkep an der Universität Ferrara zum Doktor des Kirchenrechts (doctor decretorum) promoviert. In den 1480er Jahren war er in Rom als Prokurator an der Römischen Kurie tätig.
1487 wurde er Auditor an der Römischen Rota. Er war damit der einzige Deutsche, der dieses Amt vor der Reformation innehatte, und gilt als der wohl einflußreichste deutsche Kuriale seiner Zeit; er diente mehrfach als Mittelsmann bei Stellenbesetzungen und Pfründen-Tauschgeschäften. 1493 tritt er in einer päpstlichen Urkunde als Fürsprecher des Merseburger Domherrn Günther von Bünau, den späteren Bischof von Samland, auf und war ein Förderer des Frauenburger Domherrn Bernhard Sculteti. Eggert Dürkop selbst war Inhaber einer Großen Präbende und Thesaurar am Lübecker Dom, 1489 Dompropst am Mindener Dom, seit 1481 Domherr und 1497 Domdechant am Hildesheimer Dom.
Im April 1489 bestimmte ihn Papst Innozenz VIII. zum Bischof des Bistums Schleswig - gegen den Widerstand einer Mehrheit des Domkapitels, das den auch vom dänischen König Johann favorisierten Enevold Sövenbröder zum Bischof gewählt hatte. Seine Gegner warfen ihm Simonie vor. Zu ihnen gehörte u. a. der Domherr Levo Leve.
Papst Alexander VI. belegte 1492 Sövenbröder und die ihn unterstützenden Domherren mit der Exkommunikation, woraufhin diese einlenkten. Dürkop kam 1493 nach Schleswig und versuchte, sich in den Jahren 1494 bis 1496 durchzusetzen. 1495 weihte er die St.-Nikolai-Kirche in Kotzenbüll. Es gelang ihm jedoch nicht, weder Anerkennung beim Domkapitel und beim Adel zu gewinnen, noch den an den königlichen Amtsmann Hans Rantzau verpfändeten Bischofssitz in Schwabstedt und dessen Einkünfte zu bekommen. Angeblich verwundete er sogar einen Adligen im Streit tödlich. Er kehrte nach Rom zurück, wo er ab 1497 wieder an der Rota als Richter tätig war, 1499 starb und in Santa Maria dell’Anima beigesetzt wurde. Seine Lübecker Präbende ging an Bernhard Sculteti.